# 일본의 백화점

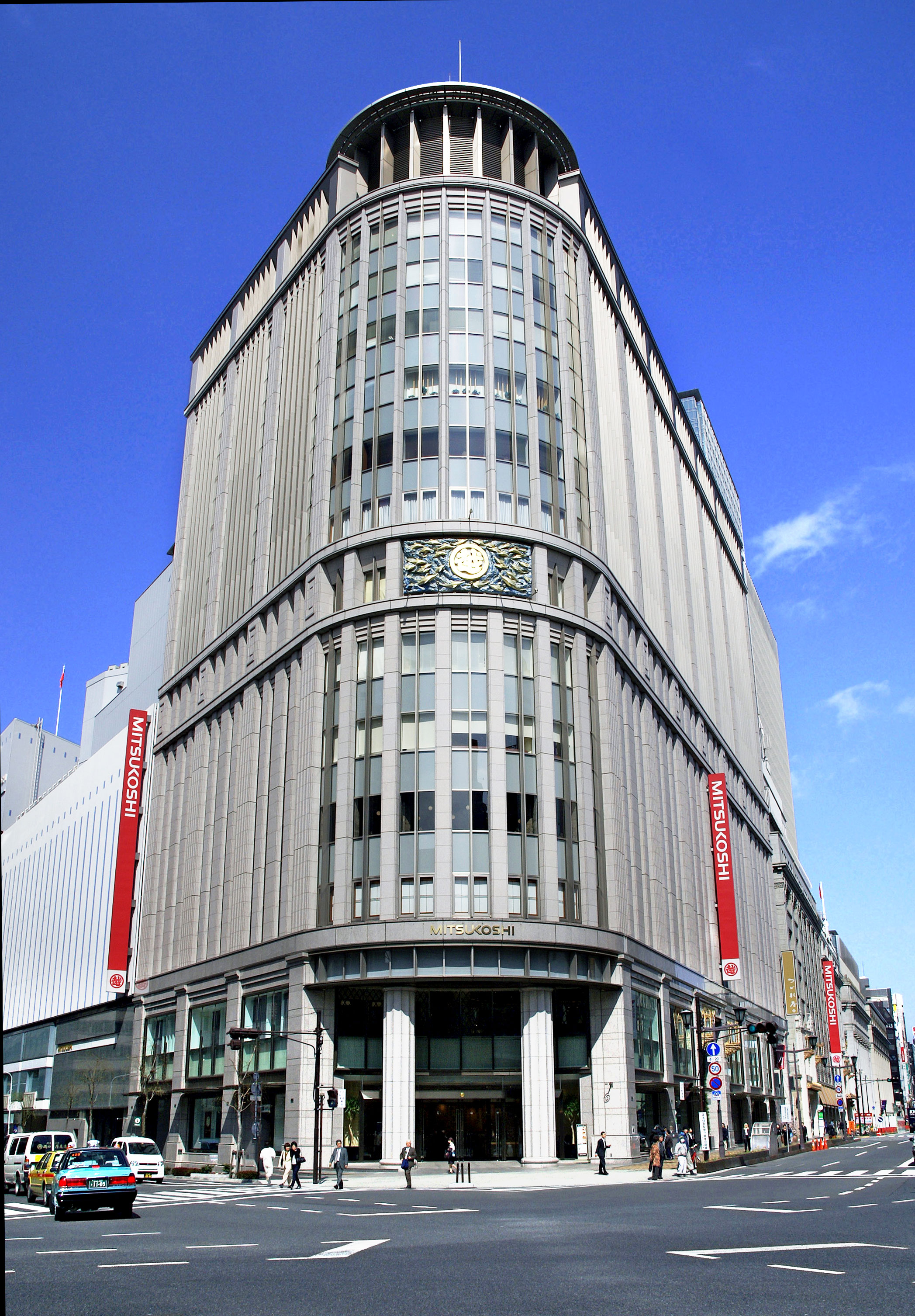
도쿄 니혼바시에 있는 미츠코시 백화점

일본의 대표적인 백화점은 에도 시대에 시작되었다. 그리고 첫 현대식 백화점은 1904년에 미츠코시가 창립하였다. 1924년 긴자 구역에 있는 마츠자카야 백화점이 처음으로 건물 내부에 신발을 신을 수 있었다. 최근에 일본의 여러 백화점들도 대한민국의 백화점을 운영하는 방식을 시찰한다.

## 일본의 백화점 목록
몇몇의 지점은 일본 밖에 없다.

### 일본 전국
- 다이마루 (大丸)
- 한큐 백화점 (阪急百貨店)
- 이세탄 (伊勢丹)
- 마쓰자카야 (松坂屋)
- 미쓰코시 (三越)
- 세이부 백화점 (西武百貨店)
  - Loft (ロフト)
  - Parco (パルコ)
- 소고 (そごう)
- 다카시마야 (高島屋)

### 홋카이도
- 마루이 이마이 (丸井今井)

### 간토 지방
- 게이오 백화점 (京王百貨店)
- 마루이 (丸井)
- 루미네 (ルミネ)
- 마쓰야 (松屋)
- 오다큐 백화점 (小田急百貨店)
- 푸란탄 긴자 (プランタン銀座) - 프랑스계 백화점
- 도부 백화점 (東武百貨店)
- 도큐 백화점 (東急百貨店)
  - 109 (イチマルキュー)
  - 도큐 한즈 (東急ハンズ)

### 주부 지방
- 다이와 (大和)
- 엔테쓰 백화점 (遠鉄百貨店)
- 메이테쓰 백화점 (名鉄百貨店)

### 긴키 지방
- 게이한 백화점 (京阪百貨店)
- 긴테쓰 백화점 (近鉄百貨店)
- 산요 백화점 (山陽百貨店)
- 한신 백화점 (阪神百貨店)
- 야마토야시키 (ヤマトヤシキ)
- 후지이 다이마루 (藤井大丸)

### 주고쿠 지방,시코쿠
- 덴마야 (天満屋)
- 후쿠야 (福屋)
- 지마키야 (ちまきや)
- 이치바타 백화점 (一畑百貨店)

### 규슈
- 이와타야 (岩田屋)
- 이즈쓰야 (井筒屋)
- 도키와 (トキハ)
- 다마야 (玉屋)
- 하마야 (浜屋)
- 쓰루야 백화점 (鶴屋百貨店)
- 야마카타야 (山形屋)
- 류보 (リウボウ)

### 일본에 현존하지 않는 백화점
- 시로키야 (白木屋) - 오늘날 미국 하와이주에 1점 있음

## 참고
1. ↑  松坂屋「ひと・こと・もの」語り
2. ↑  김새롬 기자 (2010년 7월 22일). “10년 연속 매출 감소 日 백화점 업계…'한국 배우자'”. 재경일보. 2010년 8월 7일에 확인함.[깨진 링크(과거 내용 찾기)]
3. ↑  Kiyohide Inada (2010년 5월 28일). “Korean stores rivaling Japan's best”. 아사히 신문. 2010년 8월 7일에 확인함.
4. ↑  김지연 기자 (2010년 8월 2일). “日백화점협회, 한국식 경영 배우러 방한”. 연합뉴스. 2010년 8월 7일에 확인함.[깨진 링크(과거 내용 찾기)]
5. ↑  “경영위기 日 백화점 `한국서 배우자`”. 중앙일보 (연합뉴스). 2010년 4월 15일에 원본 문서에서 보존된 문서. 2010년 9월 25일에 확인함.